# Péter Kiss
Péter Kiss (Celldömölk, 11 de junio de 1959 – Budapest, 29 de julio de 2014) fue un político socialista húngaro. En el gobierno de Gordon Bajnai, ocupó el cargo de ministro sin cartera. Fue uno de los candidatos para suceder a Péter Medgyessy como primer ministro en 2004 pero perdió las primarias ante Ferenc Gyurcsány.

## Carrera
En 1983 se graduó en la Universidad de Tecnología y Economía de Budapest, graduándose en Ingeniería. Fue miembro de la Cámara Húngara de Ingenieros y de la Sociedad de Ciencias Económicas.
En 1989 fue el fundador y el primer líder de la Asociación de Juentudes de Izquierda. Desde 1992, fue miembro del Comité del Partido Socialista Húngaro (MSZP), y desde 1994 miembro de su presidium. En 1992 se convirtió en miembro de la  Asamblea Nacional, donde trabajó hasta su muerte.
En 1995-1998 ocupó el cargo de ministro de trabajo en la oficina del primer ministro Gyula Horn. En 2002 y 2003, siguió ocupando ese cargo en el Gabinete del Primera Ministro Péter Medgyessy. Entre 2003 y 2006 fue jefe de la oficina del Gabinete del Primer Ministro Ferenc Gyurcsány, y entre junio de 2006 a julio de 2007 ministro de Trabajo y Asuntos Sociales. Desde julio de 2007 a abril de 2009 volvió a ocupar el carto de jefe de Gabinete del Primer Ministro. Del 20 de abril de 2009 aL 29 de mayo de 2010 ocupó el cargo de Ministro sin cartera del gabinete del Primer Ministro de Gordon Bajnai.
Kiss también se convirtió en miembro de la Asamblea Nacional después de las elecciones de 2010 consiguiendo un asiento en la lista nacional del MSZP. Fue miembro del Comité de Empleo y vicepresidente de la Subcomisión de Asuntos Europeos. Entre el 29 de junio de 2010 y el 7 de marzo de 2011 también trabajó para el comité que se encargó de redactar la nueva constitución. Fue reelegido diputado por Újpest en las elecciones de 2014.

## Muerte
Kiss murió el 29 de julio de 2014 después de una larga enfermedad. Al comentar sobre su muerte, el ex primer ministro Gyurcsány dijo que Kiss era "un buen hombre, un político honesto, un demócrata, que se destacó en la construcción de la paz y en la búsqueda de compromisos". Gordon Bajnai envió un mensaje a la prensa, en el que escribió que Kiss "había sido más que un político, era un estadista. Fue un jugador crucial para ayudar a Hungría a superar con éxito una de las crisis más duras de los últimos 30 años con el menor esfuerzo posible dolor sufrido ". András Schiffer, líder de La Política Puede Ser Diferente dijo de Kiss que "comprendió y representó los deseos de los empleados y trabajadores del país".